# Calamus bajonado
Calamus bajonado és un peix teleosti de la família dels espàrids i de l'ordre dels perciformes que es troba a les costes de l'Atlàntic occidental (des de Rhode Island, Bermuda i el nord del Golf de Mèxic fins al Brasil. És molt abundant a les Índies Occidentals).
Pot arribar als 76 cm de llargària total.